# Ronde van Oostenrijk
De Ronde van Oostenrijk (Österreich-Rundfahrt of sinds 2005 ook Hervis Tour, naar de sponsor) is een meerdaagse wielerwedstrijd die jaarlijks in Oostenrijk wordt verreden.
De wedstrijd bestaat sinds 1949 en kreeg steeds meer belangstelling, omdat ze vanwege de vele bergen die het land telt en de plaats in het seizoen (begin juni) als goede voorbereiding werd gezien op de Ronde van Frankrijk. Sinds 2005 maakt de wedstrijd echter deel uit van de UCI Europe Tour en is de wedstrijd naar de maand juli verplaatst, gelijktijdig met de Ronde van Frankrijk.
De leiders in de klassementen dragen ook in deze ronde herkenbare truien. De kleur geel is voor de leider in het algemeen klassement. De leider in het puntenklassement draagt een groene trui en de leider van het bergklassement wordt gehuld in een bolletjestrui. In de Ronde van Oostenrijk wordt aan de eerste Oostenrijker in het algemeen klassement de witte trui uitgereikt.
In 2024 overleed de Noorse wielrenner André Drege in de vierde etappe van deze wedstrijd. Drege overleed na een val in de afdaling van de Grossglocknerpas. De vijfde, en laatste, etappe van die editie werd niet meer verreden.

## Lijst van winnaars

### Meervoudige winnaars
| Overwinningen | Renner               | Land        | Jaren                  |
| ------------- | -------------------- | ----------- | ---------------------- |
| 4             | Wolfgang Steinmayr   | Oostenrijk  | 1972, 1973, 1975, 1976 |
| 3             | Rudolf Mitteregger   | Oostenrijk  | 1970, 1974, 1977       |
| 2             | Richard Menapace     | Oostenrijk  | 1949, 1950             |
| 2             | Franz Deutsch        | Oostenrijk  | 1951, 1952             |
| 2             | Stefan Mascha        | Oostenrijk  | 1959, 1961             |
| 2             | Hans Furian          | Oostenrijk  | 1965, 1966             |
| 2             | Helmut Wechselberger | Oostenrijk  | 1982, 1986             |
| 2             | Dietmar Hauer        | Oostenrijk  | 1988, 1990             |
| 2             | Valter Bonča         | Joegoslavië | 1989, 1992             |
| 2             | Georg Totschnig      | Oostenrijk  | 1993, 2000             |
| 2             | Gerrit Glomser       | Oostenrijk  | 2002, 2003             |
| 2             | Cadel Evans          | Australië   | 2001, 2004             |
| 2             | Ben Hermans          | België      | 2018, 2019             |

### Overwinningen per land
| Zeges | Land |
| ----- | --- |
| 33    | Oostenrijk |
| 5     | Nederland |
| 4     | België, Zweden |
| 3     | Italië, Noorwegen, Zwitserland, Spanje                                                                                       |
| 2     | Australië, Joegoslavië, Luxemburg                                                                                            |
| 1     | Denemarken, Oost-Duitsland, Mexico, Sovjet-Unie, Tsjecho-Slowakije, Verenigde Staten, Verenigd Koninkrijk, Tsjechië, Ecuador |

1949 ·
1950 ·
1951 ·
1952 ·
1953 ·
1954 ·
1955 ·
1956 ·
1957 ·
1958 ·
1959 ·
1960 ·
1961 ·
1962 ·
1963 ·
1964 ·
1965 ·
1966 ·
1967 ·
1968 ·
1969 ·
1977 ·
1971 ·
1972 ·
1973 ·
1974 ·
1975 ·
1976 ·
1977 ·
1978 ·
1979 ·
1980 ·
1981 ·
1982 ·
1983 ·
1984 ·
1985 ·
1986 ·
1987 ·
1988 ·
1989 ·
1990 ·
1991 ·
1992 ·
1993 ·
1994 ·
1995 ·
1996 ·
1997 ·
1998 ·
1999 ·
2000 ·
2001 ·
2002 ·
2003 · 2004 · 2005 · 2006 · 2007 · 2008 · 2009 · 2010 · 2011 · 2012 · 2013 · 2014 · 2015 · 2016 · 2017 · 2018 · 2019 · 2020-2022 · 2023 · 2024 · 2025
2005 · 
2006 · 
2007 · 
2008 · 
2009 · 
2010 · 
2011 · 
2012 · 
2013 · 
2014 · 
2015 · 
2016 · 
2017 ·
2018 ·
2019 ·
2020 ·
2021 ·
2022 ·
2023 ·
2024 ·
2025
Belangrijkste etappewedstrijden

Internationaal Wegcriterium · Driedaagse Brugge-De Panne · Ronde van de Alpen · Vierdaagse van Duinkerke · Ronde van Beieren · Ronde van Noorwegen · Ronde van België · Ronde van Luxemburg · Ronde van Oostenrijk · Ronde van Wallonië · Ronde van Burgos · Ronde van Denemarken · Arctic Race of Norway · Ronde van Groot-Brittannië
Belangrijkste eendaagse wedstrijden

Trofeo Laigueglia · GP Lugano · GP Nobili Rubinetterie · Dwars door Vlaanderen · Scheldeprijs · Brabantse Pijl · GP Kanton Aargau · Brussels Cycling Classic · GP Fourmies · Primus Classic Impanis-Van Petegem · Ronde van de Drie Valleien · Milaan-Turijn · Ronde van Piemonte · Ronde van het Münsterland · Ronde van Emilia · Parijs-Tours · GP Bruno Beghelli